# Naturschutzgebiet Wondrebaue
Die Wondrebaue ist ein Naturschutzgebiet nahe Tirschenreuth im Oberpfälzer Landkreis Tirschenreuth in Bayern.
Das Naturschutzgebiet befindet sich 4,6 Kilometer nördlich von Tirschenreuth und 5 Kilometer südöstlich von Leonberg. Es ist Bestandteil des etwas größeren FFH-Gebietes Wondrebaue und angrenzende Teichgebiete.
Das 213 ha große Areal ist benannt nach dem Fluss Wondreb. Dort ist ein etwa 3,2 Kilometer langer, naturnaher Talabschnitt der Wondreb zwischen Großenseeser und Pfaffenreuther Wald mit angrenzenden Seitentälern unter Schutz gestellt. Die landwirtschaftliche Nutzung ist größtenteils aufgegeben und so konnte sich auf verhältnismäßig kleinem Raum ungestört eine große Vielfalt an Lebensgemeinschaften eines naturnahen Bachtales entwickeln. Hier in der Naab-Wondreb-Senke befinden sich Überschwemmungsbereiche, Hochstaudenfluren, binsen- und seggenreiche Streuwiesen, Flachmoor- und Kleinseggensümpfe sowie Extensivweiherflächen.
Das Naturschutzgebiet wurde am 15. August 1989 ausgewiesen.

## Bildergalerie

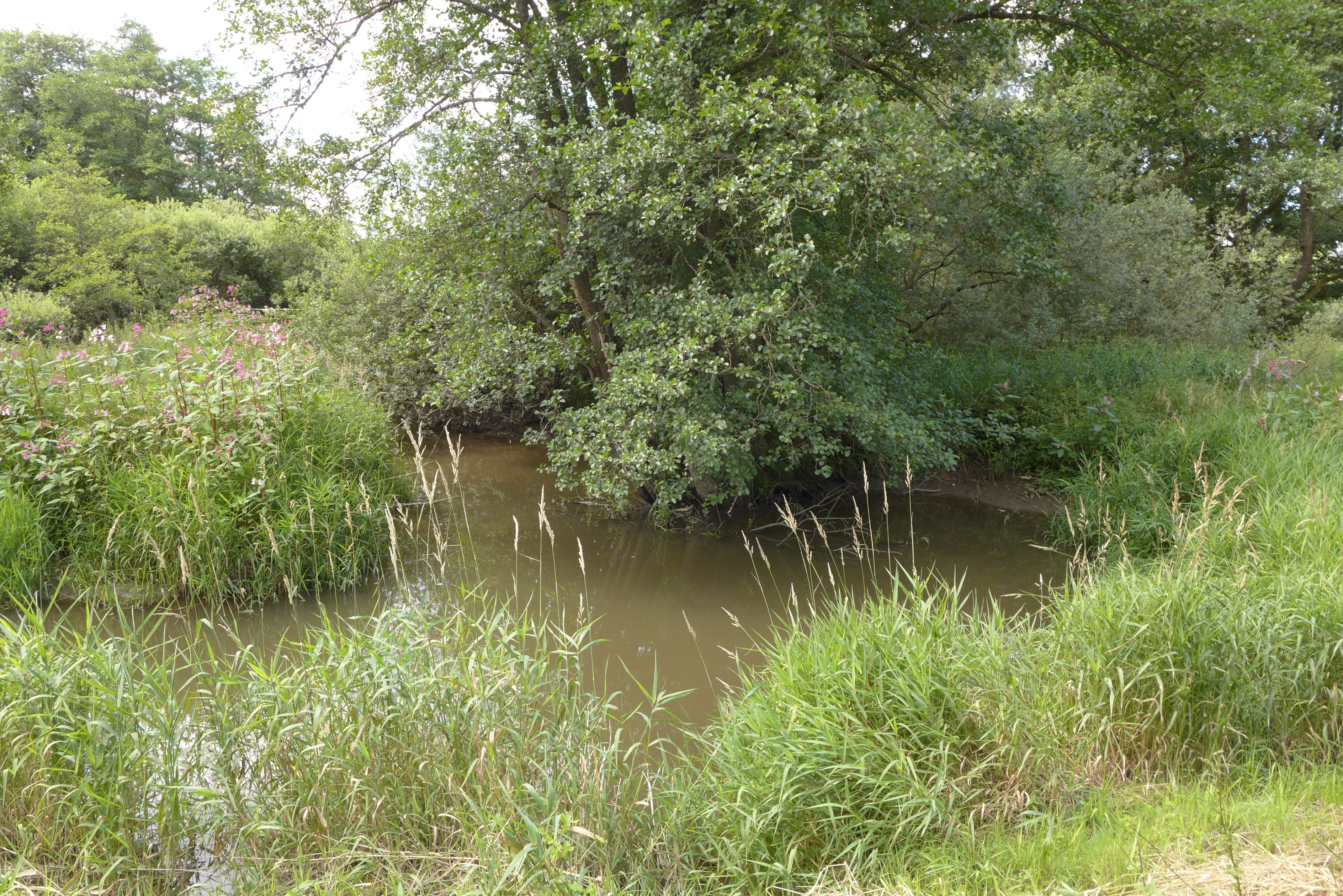
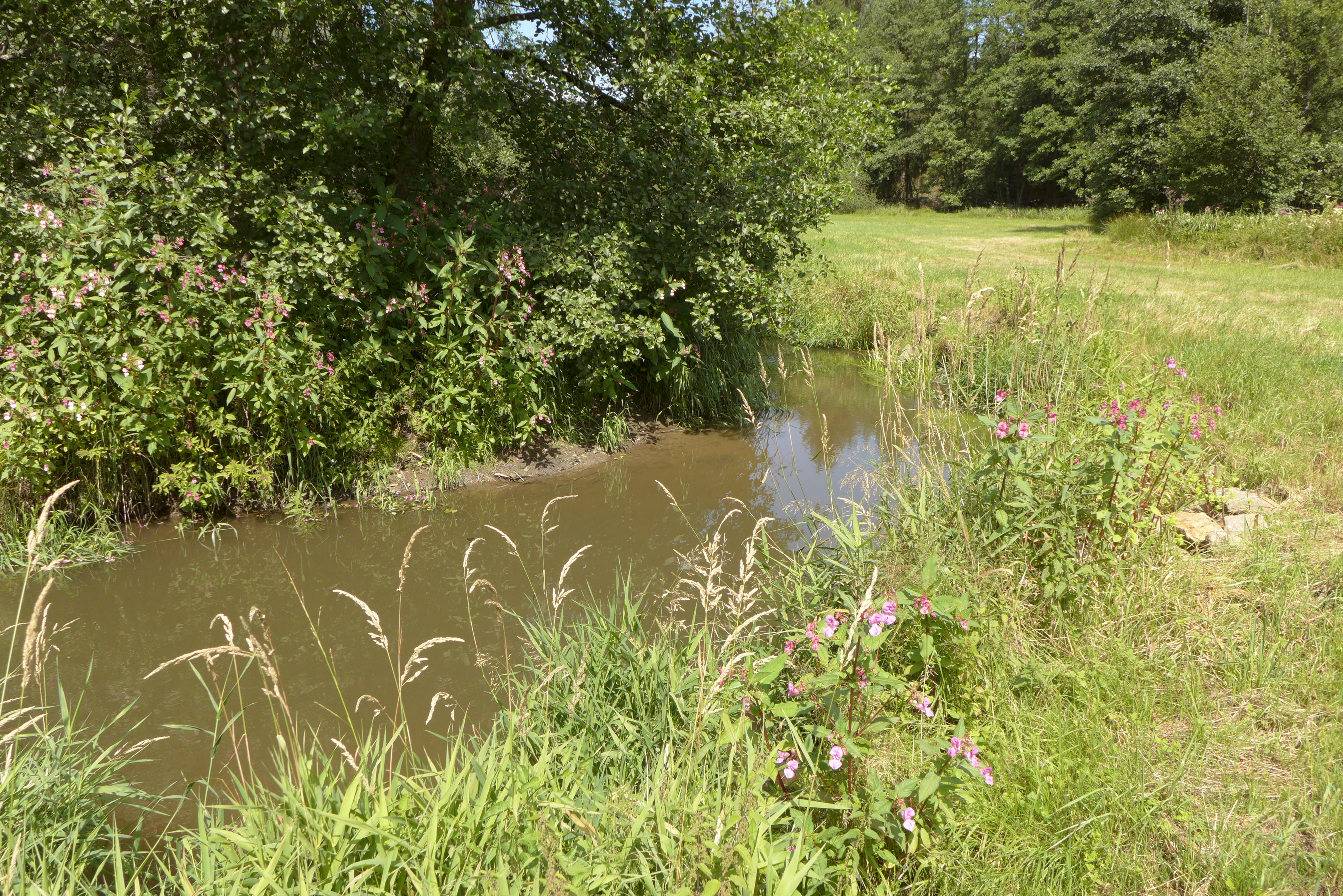
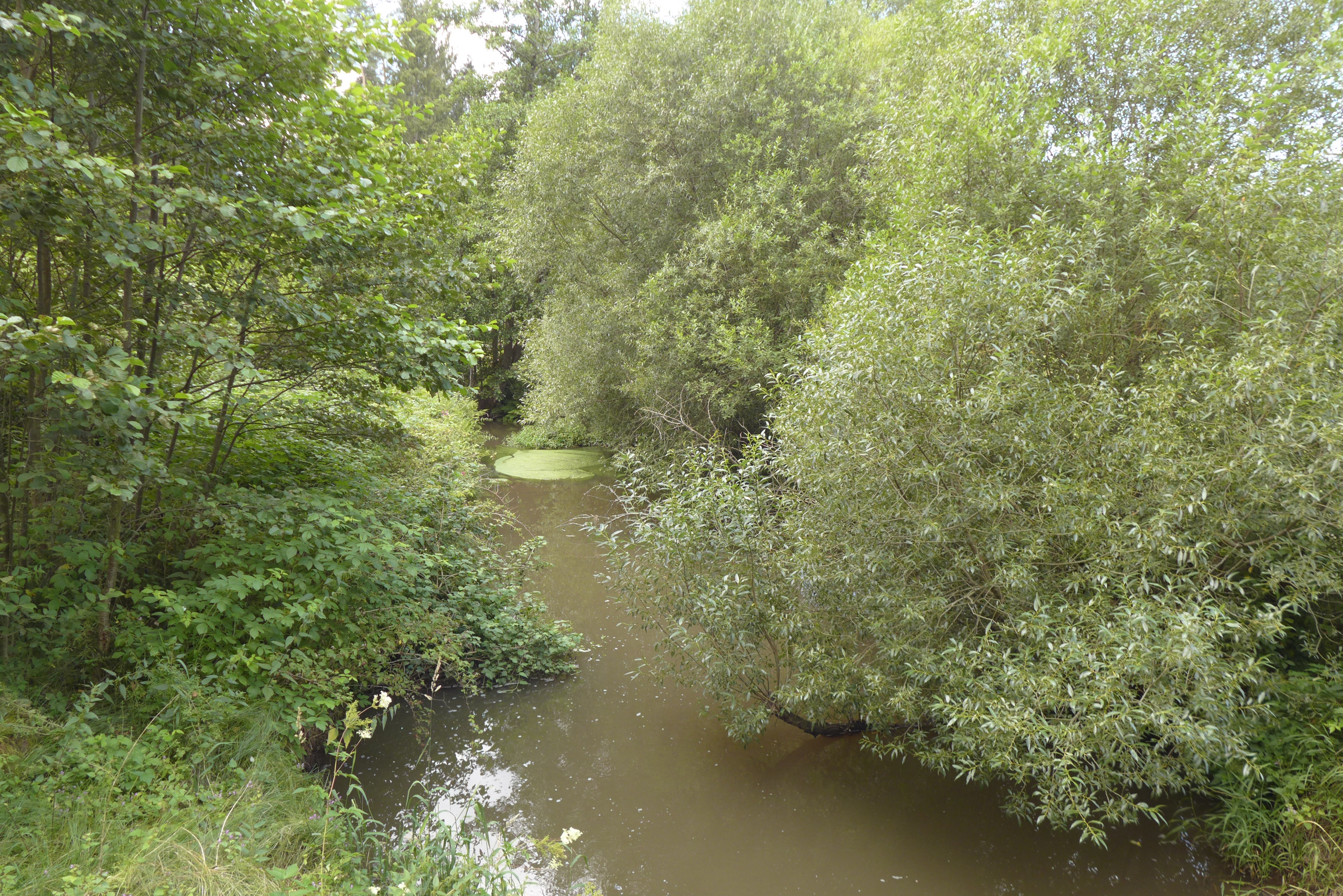
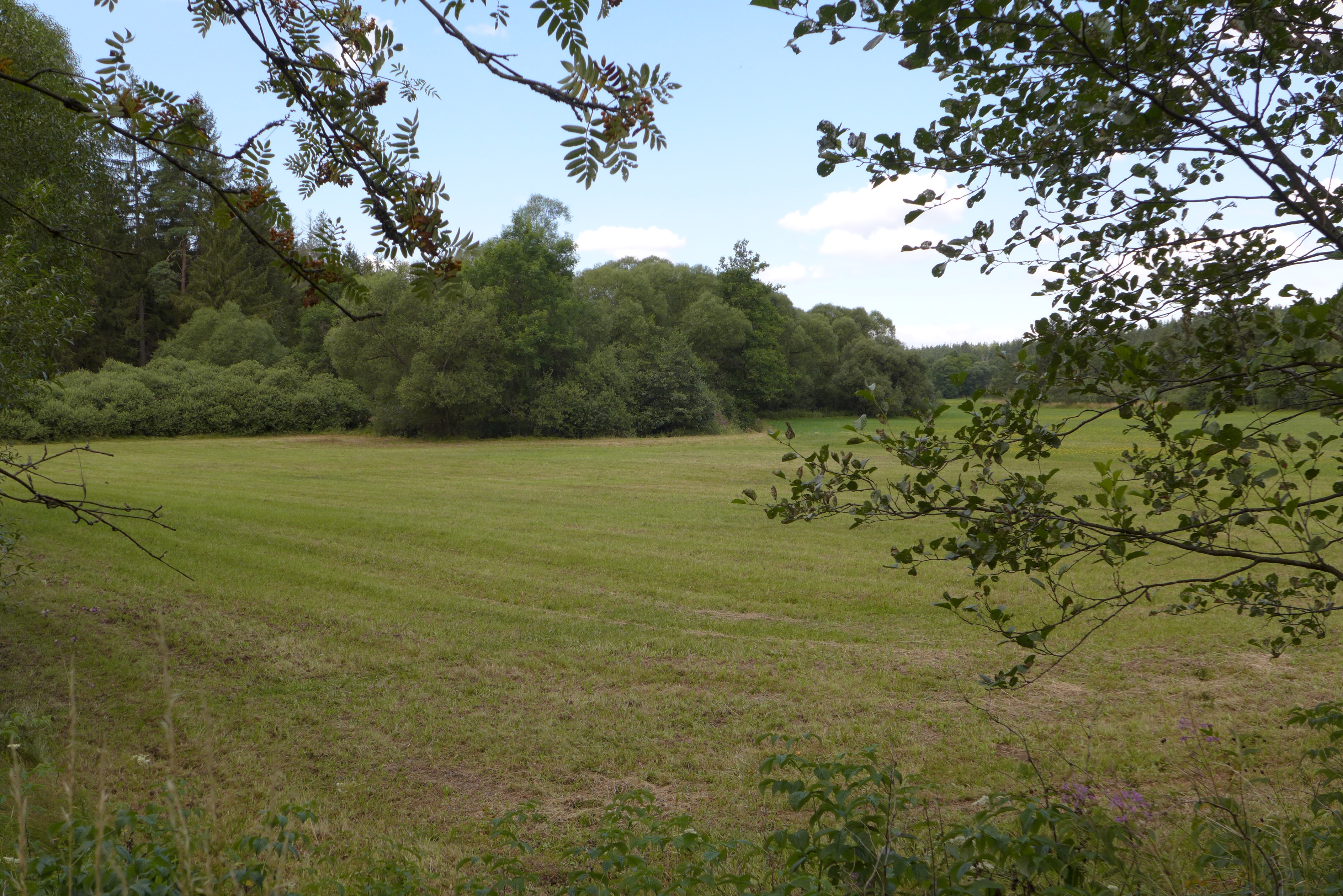